# J. Michael Kosterlitz
John Michael Kosterlitz (Aberdeen, 1943. június 22. –) Nobel-díjas brit-amerikai fizikus, a Brown Egyetem professzora.

## Élete
A skóciai Aberdeen-ben született, német-zsidó emigránsok fiaként. Apja Hans Walter Kosterlitz biokémikus, anyja Hannah Gresshöner. Tanulmányait a Robert Gordon Főiskolán végezte, majd Cambridge-ben diplomázott. 1969-ben doktori fokozatot szerzett Oxfordban, a Brasenose College posztgraduális hallgatójaként.
Kutatott a Birminghami Egyetemen és a Cornell Egyetemen, ahol megismerte David Thouless-t. 1974-től 1982-ig a Birminghami Egyetem, 1982 óta pedig a Brown Egyetem fizika professzora. 2016 óta a Korea Institute for Advanced Study professzora is.
2016-ban Kosterlitz, Duncan Haldane és David J. Thouless 1:1:2 arányban, megosztva részesültek fizikai Nobel-díjban az anyag topologikus fázisaival és a topologikus fázisátmenetekkel kapcsolatos elméleti felfedezéseikért. A kutatási eredmények szerepet játszhatnak a jövő elektronikai eszközeinek kifejlesztésénél, mivel olyan méretskáláig jutott az iparág, hogy a klasszikus fizika lehetőségei tovább már nem használhatóak, és így már csak a kvantumos világ tulajdonságait lehet figyelembe venni, azonban az anyag korábban ismeretlen állapotainak felfedezésével mára közelebb kerültünk a mai kor kvantumszámítógépének megalkotásához.
Az 1960-as évektől kezdve aktív hegymászó, az olasz Alpokban még egy utat is elneveztek róla. Amerikai állampolgár és ateista.

## Fordítás
- Ez a szócikk részben vagy egészben  a   J. Michael Kosterlitz című angol Wikipédia-szócikk fordításán alapul.  Az eredeti cikk szerkesztőit annak laptörténete sorolja fel. Ez a jelzés csupán a megfogalmazás eredetét és a szerzői jogokat jelzi, nem szolgál a cikkben szereplő információk forrásmegjelöléseként.